# Luge aux Jeux olympiques de 2014
Navigation
Vancouver 2010 Pyeongchang 2018
Les quatre épreuves de luge aux Jeux olympiques d'hiver de 2014 ont lieu du 8 au 13 février 2014 sur la piste de Sanki près de Krasnaïa Poliana en Russie.
En avril 2011, le Comité international olympique approuve l'ajout d'une épreuve de relais par équipes. Pour la première fois, quatre épreuves de luge sont donc au programme olympique.
Dans l'ensemble, 110 athlètes de 24 nations se sont qualifiés pour les compétitions. Les quatre titres olympiques de luge sont remportés par les lugeurs allemands.  Parmi les sanctions qu'il prononce à l'encontre des athlètes russes 
dans le cadre du scandale de dopage institutionnalisé organisé pendant les Jeux de Sotchi, le Comité international olympique disqualifie le 22 décembre 2017 Albert Demtchenko qui s'était classé 2e de la compétition masculine, et Tatiana Ivanova avec qui il avait gagné la médaille d'argent du relais. La Russie perd donc ses deux médailles en luge. Néanmoins, en février 2018, les deux athlètes gagnent leur appel devant le Tribunal d'arbitrage du sport et récupèrent leurs médailles.

## Calendrier des compétitions
Le tableau ci-dessous montre le calendrier des quatre épreuves de luge.
Les compétitions de luge sont les premières compétitions de glisse à avoir lieu lors des Jeux olympiques d'hiver de 2014. Après ces compétitions, la piste de Sanki accueillera les compétitions de skeleton (13 au 15 février) puis de bobsleigh (16 au 23 février).
| Calendrier des épreuves de luge | Calendrier des épreuves de luge | Calendrier des épreuves de luge | Calendrier des épreuves de luge | Calendrier des épreuves de luge | Calendrier des épreuves de luge | Calendrier des épreuves de luge | Calendrier des épreuves de luge | Calendrier des épreuves de luge | Calendrier des épreuves de luge | Calendrier des épreuves de luge | Calendrier des épreuves de luge | Calendrier des épreuves de luge | Calendrier des épreuves de luge | Calendrier des épreuves de luge | Calendrier des épreuves de luge | Calendrier des épreuves de luge | Calendrier des épreuves de luge | Calendrier des épreuves de luge | Calendrier des épreuves de luge |
| Février 2014                    | Février 2014                    | 6                               | 7                               | 8                               | 9                               | 10                              | 11                              | 12                              | 13                              | 14                              | 15                              | 16                              | 17                              | 18                              | 19                              | 20                              | 21                              | 22                              | 23                              |
| ------------------------------- | ------------------------------- | ------------------------------- | ------------------------------- | ------------------------------- | ------------------------------- | ------------------------------- | ------------------------------- | ------------------------------- | ------------------------------- | ------------------------------- | ------------------------------- | ------------------------------- | ------------------------------- | ------------------------------- | ------------------------------- | ------------------------------- | ------------------------------- | ------------------------------- | ------------------------------- |
| Hommes                          | Simples                         |                                 |                                 |                                 |                                 |                                 |                                 |                                 |                                 |                                 |                                 |                                 |                                 |                                 |                                 |                                 |                                 |                                 |                                 |
| Hommes                          | Doubles                         |                                 |                                 |                                 |                                 |                                 |                                 |                                 |                                 |                                 |                                 |                                 |                                 |                                 |                                 |                                 |                                 |                                 |                                 |
| Femmes                          | Simples                         |                                 |                                 |                                 |                                 |                                 |                                 |                                 |                                 |                                 |                                 |                                 |                                 |                                 |                                 |                                 |                                 |                                 |                                 |
| Relais par équipes              |                                 |                                 |                                 |                                 |                                 |                                 |                                 |                                 |                                 |                                 |                                 |                                 |                                 |                                 |                                 |                                 |                                 |                                 |                                 |

|  | Report de l'épreuve |
|  | Jour de l'épreuve   |

## Résultats
| Épreuve                                | Or                                     | Or             | Argent                                          | Argent         | Bronze                              | Bronze         |
| -------------------------------------- | -------------------------------------- | -------------- | ----------------------------------------------- | -------------- | ----------------------------------- | -------------- |
| Simple hommes résultats détaillés      | Felix Loch                             | 3 min 27 s 528 | Albert Demchenko                                | 3 min 28 s 002 | Armin Zoeggeler                     | 3 min 28 s 797 |
| Simple femmes résultats détaillés      | Natalie Geisenberger                   | 3 min 19 s 768 | Tatjana Hüfner                                  | 3 min 20 s 907 | Erin Hamlin                         | 3 min 21 s 145 |
| Double résultats détaillés             | Allemagne - Tobias Wendl               | 1 min 38 s 933 | Autriche - Wolfgang Linger                      | 1 min 39 s 455 | Lettonie - Juris Šics               | 1 min 39 s 790 |
| Relais par équipes résultats détaillés | Allemagne - Tobias Arlt / Tobias Wendl | 2 min 45 s 649 | Russie - Alexander Denisyev / Vladislav Antonov | 2 min 46 s 679 | Lettonie - Andris Šics / Juris Šics | 2 min 47 s 295 |

## Qualification
Un total de 110 athlètes peuvent participer pour les épreuves olympiques de luge. Pour se qualifier, les pays vont obtenir une ou plusieurs places qui seront déterminés à partir du classement mondial qui prendra en compte les résultats des athlètes entre le 1er novembre 2012 et le 31 décembre 2013.

## Tableau des médailles
| Rang  | Nation     | Or | Argent | Bronze | Total |
| ----- | ---------- | -- | ------ | ------ | ----- |
| 1     | Allemagne  | 4  | 1      | 0      | 5     |
| 2     | Russie     | 0  | 2      | 0      | 2     |
| 3     | Autriche   | 0  | 1      | 0      | 1     |
| 4     | Lettonie   | 0  | 0      | 2      | 2     |
| 5     | Italie     | 0  | 0      | 1      | 1     |
| 5     | États-Unis | 0  | 0      | 1      | 1     |
| Total | Total      | 4  | 4      | 4      | 12    |